# MPN!
MPN! (англ. Married Priests Now!, рус. Женатые священники сейчас!) —  правозащитная группа, основанная Эммануэлем Милинго, бывшим католическим епископом из Замбии, либеральная католическая организация, призывающая к смягчению правил, касающихся брака в священстве Латинской церкви. Милинго сказал, что «нет более важного исцеления, чем примирение 150 000 женатых священников с «Материнской церковью» и исцеление церкви, находящейся в кризисе, посредством обновления брака и семьи».

## Основатель
Эммануэль Милинго получил образование в Малой семинарии Святой Марии в Чипате, Замбия, уучился в духовной семинарии Касина и Качебере. В 1958 году был рукоположен в сан священника. С 1963 по 1966 год служил приходским священником в Чипате и в это время основал «Общество помощников Замбии» (Zambia Helpers' Society). С 1966 по 1969 год он был секретарем по вопросам СМИ на Епископальной конференции Замбии и основал организацию «Дочери Искупителя» (Daughters of the Redeemer). Папа Павел VI посвятил его в сан епископа архиепархии Лусаки, столицы Замбии. Он служил там с 1969 по 1983 год. В 1970-х годах Милинго проводил публичные религиозные службы исцеления и экзорцизма, которые привлекали огромные толпы. В 1999 и 2000 годах Милинго принимал участие в массовых церемониях бракосочетания, проводимых Церковью объединения в Японии и Корее.
В конце 1990-х годов Милинго стал широко известен в кругах традиционалистов и седевакантистов благодаря речи, произнесенной им на Международной конференции Богоматери Фатимской 2000 года по вопросам мира во всем мире, организованной канадским священником Николасом Грунером и проходившей 18–23 ноября 1996 года.

## Отлучение от церкви
Милинго привлек международное внимание в сентябре 2006 года, когда он рукоположил в епископы четырех женатых мужчин (Джорджа Августа Столлингса- младшего из Вашингтона; Питера Пола Бреннана из Нью-Йорка; Патрика Трухильо из Ньюарка, штат Нью-Джерси (англ. Patrick Trujillo); и Джозефа Гутро (англ. Joseph Gouthro) из Лас-Вегаса, штат Невада ).
Осенью 2006 года Милинго организовал в Нью-Джерси две конференции многих женатых католических священников из США, Европы, Южной Америки и Африки. Частично в ответ на инициативу Милинго в Риме была проведена встреча для обсуждения вопроса об изменении правила безбрачия. Было решено не менять правило. Из-за отлучения Милинго от церкви и его связи с некатолическим религиозным лидером Сан Мён Муном две группы бывших католических священников, выступающих за женатое священство, выступили с предупреждениями против MPN.

## Политика лаицизации
Архиепископ Ален-Поль-Шарль Лебопён в 2009 году предупредил, что католические священники, присоединившиеся к организации MPN могут быть «отстранен от церковной жизни» Церковью, что добавит новое наказание к отлучению Милинго от церкви по латентному сентенциалу. 17 декабря 2009 года Святой Престол объявил, что Милинго является «мирянином», назвав его «господином Милинго».